# Procryptocerus marginatus
Procryptocerus marginatus är en myrart som beskrevs av Borgmeier 1948. Procryptocerus marginatus ingår i släktet Procryptocerus och familjen myror. Inga underarter finns listade i Catalogue of Life.